# Vločkový tisk

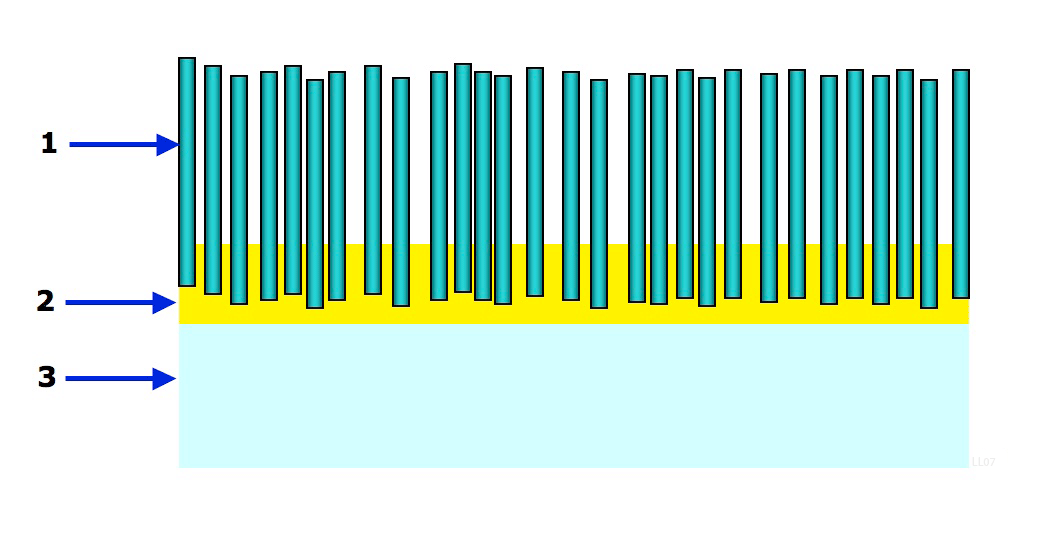
Schéma struktury povločkované textilie: 1 - vlákna 2 - pojivo 3 - substrát

Vločkový tisk je technika nánosování textilních vláken o délce 0,1 až 1 mm na plochu textilie (papíru, plastických nebo jiných materiálů).

## Z historie vločkového tisku
Za nejstarší techniku vločkového tisku je považován asi 3000 let starý čínský vynález, podle kterého se nános z gumového klihu na textilii posypával přírodními vlákny.
Ve 12. století přimíchávali v jednom klášteře v Norimberku mletá vlákna do malty a vytvořili tak jakési vzorování na omítce zdi.

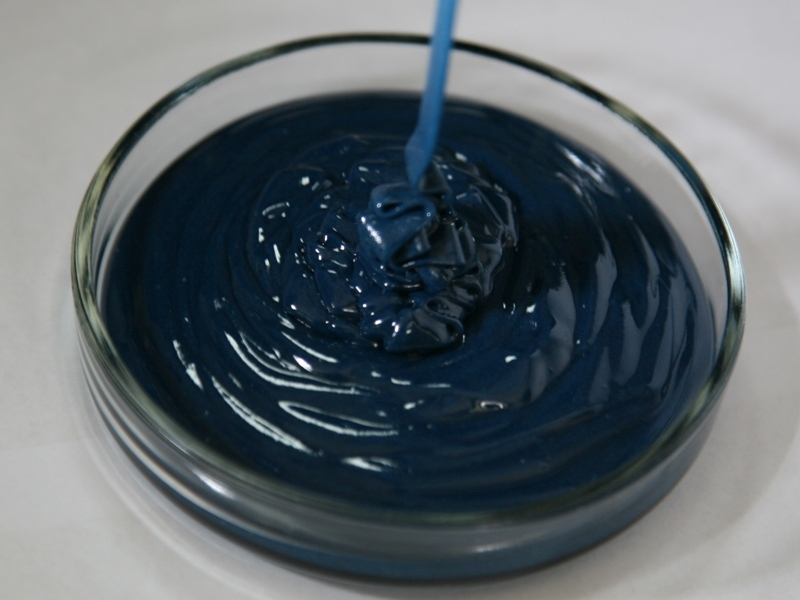
Tiskařské změkčovadlo plastisol

Ve 20. letech 20. století bylo v USA vyrobeno první brusné plátno s pomocí elektrostatické energie tj. technologií podobnou vločkovému tisku. V 50. letech se začalo s vločkovým tiskem na textiliích průmyslovým způsobem. V 60. letech byla vyvinuta technika povrstvování koberců a potahů na vnitřní stěny aut a dalších technických textilií. Teprve později se začaly hromadně tisknout emblémy na sportovní oděvy.
V 21. století se používá zejména vyspělá technika elektrostatického povločkování v několika variantách, kterým se vedle zlepšení vzhledu textilií především dodávají různé užitné vlastnosti jako izolační schopnosti, hladkost, drsnost aj.

## Techniky povločkování
K nejpoužívanějším technikám patří: elektrostatické a mechanické povrstvování, sítotisk a tisk přenosem

### Elektrostatická metoda
Vlákna se nanášejí s pomocí silného elektrostatického pole kolmo k povrchu textilie pokrytém pryskyřicí, do které zachycují tak, že po vytvrzení pryskyřice vzniká efekt podobný vlasové tkanině.
Vlákna se během nanášení pozitivně nabíjejí a foukají proudem vzduchu na negativně nabíjenou textilii, na které případně roztírají kartáči. Textilie se pohybuje rychlostí 3-6 m/min při povrstvování celých ploch a 6-10 m/min při tvoření vločkových vzorů.

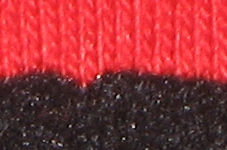
Vločkový tisk na tričku

### Mechanické nanášení
Vločky se nanášejí na povrch textilie s pomocí čechradla, textilie během procesu vibruje. Jednotlivá vlákna se zachycují do pojiva v rozdílné hloubce, vlasový povrch nánosu je proto nepravidelný. Kombinací mechanického nanášení s elektrostatickou metodou se dá dosáhnout vyšší hutnost vloček.

### Povrstvování sítotiskem
Vlákenná kaše plastisol (viz snímek vpravo) se protlačuje sítem s hustotou cca 25-45 nití/cm pod tlakem 20 N/cm.

### Tisk přenosem
Metoda se používá zejména pro tisk vícebarevných drobných motivů. Motivy se vystřihnou z povločkované fólie a lisují pod tlakem 0,2-0,3 MPa při teplotě 140-180 °C na textilii.

## Materiál a nástroje
Vlákna na povločkování se stříhají nebo melou nejčastěji z polyamidového nebo viskózového monofilu.

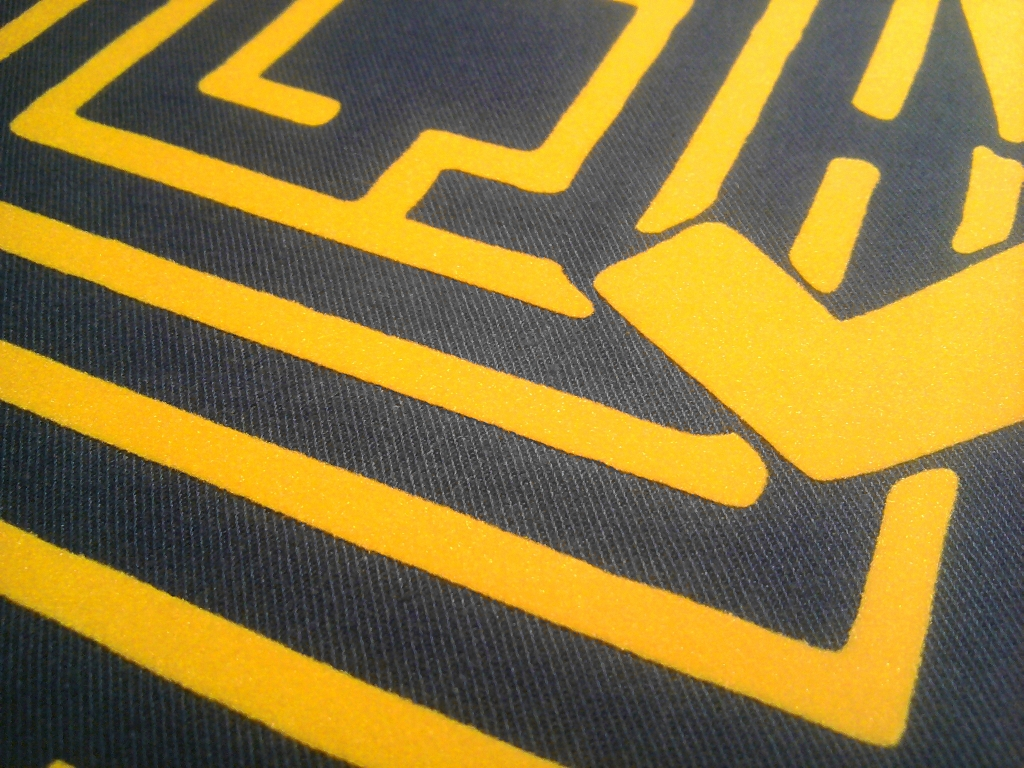
Vločkový tisk přenosem fólie na bavlněnou tkaninu

Jako pojivo se používají různé syntetické pryskyřice
Nosič fólie (na tisk přenosem) se vyrábí nejčastěji z alginátu
Strojní povločkování textilií v plné šíři se provádí na agregátu pro nepřetržitý proces k nánosu pojiva, povločkování (elektrostaticky nebo sítotiskem), sušení, čištění (kartáčováním) a navíjení hotového zboží.
K povločkování hotových pletenin (většinou triček) se hodí např. tzv. kolotoč s automatickým střídáním barev.
K ručnímu potiskování jsou nutné: kovová deska, zdroj statické elektřiny (generátor) a čerpadlo spojené s povločkovací hlavicí.